# ليانغ وانغ
ليانغ وانغ (بالإنجليزية: Liang Wang)‏ هو زمّار أمريكي، ولد في 1980.

## وصلات خارجية
- ليانغ وانغ على موقع ميوزك برينز (الإنجليزية)